# Chrysocraspeda perspersa
Chrysocraspeda perspersa là một loài bướm đêm trong họ Geometridae.